# Persone di nome Sergej
| Questa pagina contiene informazioni ricavate automaticamente dalle voci biografiche con l'ausilio del template Bio e di un bot. L'aggiornamento è periodico e automatico e ricostruisce completamente la pagina. Se manca una persona in questa lista, sei pregato di non aggiungerla, ma accertati piuttosto che la sua voce biografica contenga il template Bio e che i dati anagrafici siano correttamente compilati. Se il template Bio manca, inseriscilo tu stesso o, in alternativa, metti l'avviso {{tmp\|Bio}} che ne segnala la mancanza. Se i dati riportati sono sbagliati, correggi direttamente la voce biografica; le modifiche saranno visibili in questa lista entro pochi giorni. Per chiarimenti vedi il progetto antroponimi. La lista contiene solo le 486 persone che sono citate nell'enciclopedia e per le quali è stato implementato correttamente il template Bio. Pagina aggiornata al 16 ott 2024. |

Questa è una lista di persone presenti nell'enciclopedia che hanno il prenome Sergej, suddivise per attività principale.

## Allenatori di calcio(14)
- Sergej Baltača, allenatore di calcio e ex calciatore sovietico (Mariupol', n. 1958)
- Sergej Barbarez, allenatore di calcio e ex calciatore bosniaco (Mostar, n. 1971)
- Sergej Buchteev, allenatore di calcio e calciatore sovietico (Mosca, n. 1896 - † 1947)
- Sergej Ignaševič, allenatore di calcio e ex calciatore russo (Mosca, n. 1979)
- Sergej Jakirović, allenatore di calcio e ex calciatore bosniaco (Mostar, n. 1976)
- Sergej Juran, allenatore di calcio e ex calciatore russo (Luhans'k, n. 1969)
- Sergej Kir'jakov, allenatore di calcio e ex calciatore russo (Orël, n. 1970)
- Sergej Ovčinnikov, allenatore di calcio e ex calciatore russo (Mosca, n. 1970)
- Sergej Pavlov, allenatore di calcio russo (Furmanov, n. 1955)
- Sergej Pervušin, allenatore di calcio e ex calciatore russo (Gremjačij, n. 1970)
- Sergej Petrenko, allenatore di calcio e ex calciatore sovietico (Mosca, n. 1955)
- Sergej Semak, allenatore di calcio e ex calciatore russo (Syčanske, n. 1976)
- Sergej Silkin, allenatore di calcio e ex calciatore russo (Ljubercy, n. 1961)
- Sergej Tašuev, allenatore di calcio russo (Stariy Merchyk, n. 1959)

## Allenatori di calcio a 5(4)
- Sergej Malyšev, allenatore di calcio a 5 e ex giocatore di calcio a 5 russo (Novosibirsk, n. 1975)
- Sergej Skorovič, allenatore di calcio a 5 e ex giocatore di calcio a 5 russo (Fergana, n. 1973)
- Sergej Slemzin, allenatore di calcio a 5 e ex giocatore di calcio a 5 russo (Novomoskovsk, n. 1988)
- Sergej Zuev, allenatore di calcio a 5 e ex giocatore di calcio a 5 russo (Severoural'sk, n. 1980)

## Allenatori di hockey su ghiaccio(4)
- Sergej Brylin, allenatore di hockey su ghiaccio e ex hockeista su ghiaccio russo (Mosca, n. 1974)
- Sergej Starikov, allenatore di hockey su ghiaccio e ex hockeista su ghiaccio sovietico (Čeljabinsk, n. 1958)
- Sergej Vostrikov, allenatore di hockey su ghiaccio e ex hockeista su ghiaccio sovietico (Samara, n. 1961)
- Sergej Zubov, allenatore di hockey su ghiaccio e ex hockeista su ghiaccio russo (Mosca, n. 1970)

## Allenatori di pallacanestro(1)
- Sergej Elevič, allenatore di pallacanestro russo (Mosca, n. 1949)

## Allenatori di sci alpino(1)
- Sergej Komarov, allenatore di sci alpino e ex sciatore alpino russo (Mosca, n. 1983)

## Altisti(2)
- Sergej Kljugin, ex altista russo (Kinešma, n. 1974)
- Sergej Mudrov, altista russo (Kinešma, n. 1990)

## Ammiragli(1)
- Sergej Georgievič Gorškov, ammiraglio e politico sovietico (Kamenec Podol'skij, n. 1910 - Mosca, † 1988)

## Antropologi(2)
- Sergej Ivanovič Rudenko, antropologo e archeologo sovietico (Charkiv, n. 1885 - Leningrado, † 1969)
- Sergej Michajlovič Širokogorov, antropologo russo (Suzdal', n. 1887 - Pechino, † 1939)

## Arbitri di calcio(1)
- Sergej Karasëv, arbitro di calcio russo (Mosca, n. 1979)

## Arrampicatori(1)
- Sergej Sinicyn, arrampicatore russo (Ekaterinburg, n. 1983)

## Artisti marziali misti(2)
- Sergej Charitonov, artista marziale misto, pugile e kickboxer russo (Pleseck, n. 1980)
- Sergej Pavlovič, artista marziale misto russo (Oblast' di Rostov, n. 1992)

## Assassini seriali(1)
- Sergej Rjachovskij, serial killer russo (Mosca, n. 1962 - Salimsk, † 2007)

## Astronomi(1)
- Sergej Ivanovič Beljavskij, astronomo russo (San Pietroburgo, n. 1883 - Leningrado, † 1953)

## Atleti paralimpici(1)
- Sergej Sevost'janov, ex atleta paralimpico russo (Valujki, n. 1960)

## Attivisti(1)
- Sergej Stanislavovič Udal'cov, attivista e politico russo (Mosca, n. 1977)

## Attori(16)
- Sergej Bezrukov, attore russo (Mosca, n. 1973)
- Sergej Sergeevič Bodrov, attore e regista russo (Mosca, n. 1971 - Karmadon, † 2002)
- Sergej Drejden, attore sovietico (Novosibirsk, n. 1941 - San Pietroburgo, † 2023)
- Sergej Druz'jak, attore russo (Banská Bystrica, n. 1985)
- Sergej Nikolaevič Filippov, attore e doppiatore russo (Saratov, n. 1912 - Leningrado, † 1990)
- Sergej Apollinarievič Gerasimov, attore e regista sovietico (Kundravy, n. 1906 - Mosca, † 1985)
- Sergej Jakovlev, attore sovietico (Kurgan, n. 1925 - Mosca, † 1996)
- Sergej Komarov, attore sovietico (Vjazniki, n. 1891 - Mosca, † 1957)
- Sergej Kurilov, attore sovietico (n. 1914 - Mosca, † 1987)
- Sergej Machovikov, attore e regista sovietico (Leningrado, n. 1963)
- Sergej Makoveckij, attore russo (Kiev, n. 1958)
- Sergej Nikonenko, attore e regista sovietico (Mosca, n. 1941)
- Sergej Papov, attore sovietico (Mosca, n. 1904 - Mosca, † 1970)
- Sergej Puskepalis, attore russo (Kursk, n. 1966 - Oblast' di Jaroslavl', † 2022)
- Sergej Romodanov, attore sovietico (Livny, n. 1899 - Jaroslavl', † 1975)
- Sergej Stoljarov, attore sovietico (n. 1911 - Mosca, † 1969)

## Aviatori(2)
- Sergej Gricevec, aviatore sovietico (Borovocy, n. 1909 - Bolbasovo, † 1939)
- Sergej Isaevič Utočkin, aviatore russo (Odessa, n. 1876 - Pietrogrado, † 1916)

## Avvocati(1)
- Sergej Leonidovič Magnitskij, avvocato russo (Odessa, n. 1972 - Mosca, † 2009)

## Biatleti(9)
- Sergej Antonov, ex biatleta sovietico
- Sergej Baškirov, ex biatleta russo (n. 1977)
- Sergej Bulygin, biatleta russo (Solov'ëvka, n. 1963)
- Sergej Čepikov, ex biatleta e fondista russo (Khor, n. 1967)
- Sergej Konovalov, biatleta russo (n. 1973)
- Sergej Ložkin, ex biatleta russo (Mosca, n. 1968)
- Sergej Rožkov, biatleta russo (Murmansk, n. 1972)
- Sergej Rusinov, ex biatleta russo (Novosibirsk, n. 1971)
- Sergej Tarasov, ex biatleta russo (Staroalejskoe, n. 1965)

## Biologi(1)
- Sergej Michajlovič Peršin, biologo, astronomo e fisico russo (Išimbaj, n. 1949)

## Bobbisti(2)
- Sergej Golubev, bobbista russo (n. 1978)
- Sergej Prudnikov, ex bobbista russo (Orël, n. 1985)

## Botanici(1)
- Sergej Pavlovič Kostyčev, botanico russo (San Pietroburgo, n. 1877 - Alušta, † 1931)

## Canoisti(3)
- Sergej Postrechin, ex canoista sovietico (Cherson, n. 1957)
- Sergej Ulegin, canoista russo (Ėngel's, n. 1977)
- Sergej Verlin, ex canoista russo (Voronež, n. 1974)

## Canottieri(1)
- Sergej Fedorovcev, canottiere russo (Rostov Velikij, n. 1980)

## Cantanti(4)
- Sergej Ćetković, cantante montenegrino (Podgorica, n. 1976)
- Sergej Lazarev, cantante, attore teatrale e ballerino russo (Mosca, n. 1983)
- Sergej Paramonov, cantante sovietico (Mosca, n. 1961 - Mosca, † 1998)
- Sergej Georgievič Zacharov, cantante russo (Mykolaïv, n. 1950 - Mosca, † 2019)

## Cavalieri(1)
- Sergej Filatov, cavaliere sovietico (n. 1926 - Mosca, † 1997)

## Cestisti(16)
- Sergej Babenko, ex cestista sovietico (Ulan-Udė, n. 1961)
- Sergej Babkov, cestista e allenatore di pallacanestro russo (Bijsk, n. 1967 - † 2023)
- Sergej Bazarevič, ex cestista e allenatore di pallacanestro russo (Mosca, n. 1965)
- Sergej Belov, cestista, allenatore di pallacanestro e dirigente sportivo sovietico (Naščёkovo, n. 1944 - Perm', † 2013)
- Sergej Bykov, ex cestista e allenatore di pallacanestro russo (Novodvinsk, n. 1983)
- Sergej Čikalkin, ex cestista russo (Samara, n. 1975)
- Sergej Grišaev, ex cestista e allenatore di pallacanestro sovietico (Nevel'sk, n. 1961)
- Sergej Ivanov, ex cestista e allenatore di pallacanestro russo (Krasnojarsk, n. 1963)
- Sergej Karasëv, cestista russo (San Pietroburgo, n. 1993)
- Sergej Karaulov, ex cestista uzbeko (Gulistan, n. 1982)
- Sergej Mitusov, cestista russo (Železnogorsk, n. 1996)
- Sergej Monja, ex cestista russo (Saratov, n. 1983)
- Sergej Panov, ex cestista russo (Rjazan', n. 1970)
- Sergej Tarakanov, ex cestista sovietico (Lodejnoe Pole, n. 1958)
- Sergej Tarasov, cestista sovietico (Mosca, n. 1921)
- Sergej Toropov, cestista russo (Nižnij Novgorod, n. 1989)

## Chimici(4)
- Sergej Georgievič Kara-Murza, chimico, storico e filosofo russo (Mosca, n. 1939)
- Sergej Gavrilovič Navašin, chimico e botanico russo (Volžskij, n. 1857 - Puškin, † 1930)
- Sergej Michajlovič Prokudin-Gorskij, chimico e fotografo russo (Funikova Gora, n. 1863 - Parigi, † 1944)
- Sergej Nikolaevič Reformatskij, chimico russo (Borisoglebskoe, n. 1860 - Mosca, † 1934)

## Ciclisti su strada(9)
- Sergej Černeckij, ciclista su strada e pistard russo (Sertolovo, n. 1990)
- Sergej Firsanov, ex ciclista su strada russo (Velikie Luki, n. 1982)
- Sergej Valer'evič Ivanov, ex ciclista su strada e dirigente sportivo russo (Čeboksary, n. 1975)
- Sergej Kruševskij, ex ciclista su strada uzbeko (Tashkent, n. 1976)
- Sergej Lelekin, ex ciclista su strada russo (n. 1973)
- Sergej Smetanin, ex ciclista su strada russo (Ekaterinburg, n. 1973)
- Sergej Suchoručenkov, ex ciclista su strada russo (Trostnaja, n. 1956)
- Sergej Tretjakov, ex ciclista su strada kazako (n. 1978)
- Sergej Šelpakov, ex ciclista su strada russo (Isil'kul', n. 1956)

## Combinatisti nordici(1)
- Sergej Maslennikov, ex combinatista nordico russo (Ufa, n. 1982)

## Compositori(9)
- Sergej Petrovič Banevič, compositore sovietico (Ochansk, n. 1941)
- Sergej Ėduardovič Bortkevič, compositore e pianista russo (Charkiv, n. 1877 - Vienna, † 1952)
- Sergej Kurëchin, compositore, musicista e attore cinematografico sovietico (Murmansk, n. 1954 - San Pietroburgo, † 1996)
- Sergej Michajlovič Ljapunov, compositore e pianista russo (Jaroslavl', n. 1859 - Parigi, † 1924)
- Sergej Sergeevič Prokof'ev, compositore, direttore d'orchestra e pianista russo (Soncovka, n. 1891 - Mosca, † 1953)
- Sergej Vasil'evič Rachmaninov, compositore, pianista e direttore d'orchestra russo (tenuta di Semenovo, n. 1873 - Beverly Hills, † 1943)
- Sergej Michajlovič Slonimskij, compositore e pianista sovietico (Leningrado, n. 1932 - San Pietroburgo, † 2020)
- Sergej Ivanovič Taneev, compositore e pianista russo (Vladimir, n. 1856 - Mosca, † 1915)
- Sergej Nikiforovič Vasilenko, compositore russo (Mosca, n. 1872 - Mosca, † 1956)

## Coreografi(1)
- Sergej Vicharev, coreografo e ballerino russo (San Pietroburgo, n. 1962 - San Pietroburgo, † 2017)

## Cosmonauti(14)
- Sergej Vasil'evič Avdeev, cosmonauta russo (Čapaevsk, n. 1956)
- Sergej Irtuganov, cosmonauta russo (Ul'janovsk, n. 1988)
- Sergej Korsakov, cosmonauta russo (Biškek, n. 1984)
- Sergej Konstantinovič Krikalëv, cosmonauta e ingegnere russo (Leningrado, n. 1958)
- Sergej Kud'-Sverčkov, cosmonauta russo (Baıqońyr, n. 1983)
- Sergej Mikaev, cosmonauta russo (Irkutsk, n. 1986)
- Sergej Prokop'ev, cosmonauta russo (Ekaterinburg, n. 1975)
- Sergej Nikolaevič Revin, cosmonauta russo (Mosca, n. 1966)
- Sergej Rjazanskij, cosmonauta russo (Mosca, n. 1974)
- Sergej Nikolaevič Ryžikov, cosmonauta e aviatore russo (Bugul'ma, n. 1974)
- Sergej Teterjatnikov, cosmonauta russo (Mineralovodskij rajon, n. 1988)
- Sergej Evgen'evič Treščëv, cosmonauta russo (n. 1958)
- Sergej Volkov, cosmonauta russo (Čuhuïv, n. 1973)
- Sergej Viktorovič Zalëtin, cosmonauta russo (Tula, n. 1962)

## Danzatori(3)
- Sergej Filin, ballerino e direttore artistico russo (Mosca, n. 1970)
- Sergej Legat, ballerino russo (San Pietroburgo, n. 1875 - San Pietroburgo, † 1905)
- Sergej Polunin, ballerino, attore e modello russo (Cherson, n. 1989)

## Danzatori su ghiaccio(3)
- Sergej Novickij, ex danzatore su ghiaccio russo (Mosca, n. 1981)
- Sergej Ponomarenko, ex danzatore su ghiaccio sovietico (Mosca, n. 1960)
- Sergej Sachnovskij, ex danzatore su ghiaccio russo (Mosca, n. 1975)

## Diplomatici(4)
- Sergej Viktorovič Lavrov, diplomatico e politico russo (Mosca, n. 1950)
- Sergej Vasil'evič Saltykov, diplomatico russo (Mosca, n. 1726 - San Pietroburgo, † 1765)
- Sergej Dmitrievič Sazonov, diplomatico e politico russo (Rjazan', n. 1860 - Nizza, † 1927)
- Sergej Nikolaevič Sverbeev, diplomatico russo (n. 1857 - Berlino, † 1922)

## Direttori d'orchestra(1)
- Sergej Aleksandrovič Kusevickij, direttore d'orchestra e contrabbassista russo (Tver', n. 1874 - Boston, † 1951)

## Direttori della fotografia(1)
- Sergej Pavlovič Urusevskij, direttore della fotografia e regista sovietico (San Pietroburgo, n. 1908 - Mosca, † 1974)

## Direttori di coro(1)
- Sergej Alekseevič Žarov, direttore di coro e compositore russo (Makar'ev, n. 1886 - Lakewood, † 1985)

## Dirigenti d'azienda(1)
- Sergej Čemezov, manager, militare e politico russo (Cheremkovo, n. 1952)

## Dirigenti sportivi(4)
- Sergej Fëdorov, dirigente sportivo e ex hockeista su ghiaccio sovietico (Pskov, n. 1969)
- Sergej Jakovlev, dirigente sportivo e ex ciclista su strada kazako (Temirtau, n. 1976)
- Sergej Klimov, dirigente sportivo, ex ciclista su strada e pistard russo (Leningrado, n. 1980)
- Sergej Lagutin, dirigente sportivo e ex ciclista su strada uzbeko (Fergana, n. 1981)

## Discoboli(1)
- Sergej Ljačov, ex discobolo russo (n. 1968)

## Filosofi(2)
- Sergej Nikolaevič Bulgakov, filosofo, teologo e scrittore russo (Livny, n. 1871 - Parigi, † 1944)
- Sergej Olegovič Prokof'ev, filosofo russo (Mosca, n. 1954 - Dornach, † 2014)

## Fisici(2)
- Sergej Ivanovič Vavilov, fisico sovietico (Mosca, n. 1891 - Mosca, † 1951)
- Sergej Alekseevič Čaplygin, fisico, matematico e ingegnere sovietico (Čaplygin, n. 1869 - Novosibirsk, † 1942)

## Fondisti(6)
- Sergej Čerepanov, fondista kazako (Ridder, n. 1986)
- Sergej Novikov, ex fondista russo (Dolinsk, n. 1980)
- Sergej Savel'ev, fondista sovietico (Rajčichinsk, n. 1948 - Mosca, † 2005)
- Sergej Širjaev, ex fondista russo (Nižnij Novgorod, n. 1983)
- Sergej Sokarev, ex fondista sovietico
- Sergej Ustjugov, fondista russo (n. 1992)

## Fotografi(2)
- Sergej L'vovič Levickij, fotografo russo (Mosca, n. 1819 - San Pietroburgo, † 1898)
- Sergej Aleksandrovič Lobovikov, fotografo russo (Belaja, n. 1870 - Leningrado, † 1941)

## Generali(17)
- Sergej Nikolaevič Lanskoj, generale russo (n. 1774 - Namur, † 1814)
- Sergej Fëdorovič Achromeev, generale e politico sovietico (Vindrej, n. 1923 - Mosca, † 1991)
- Sergej Konstantinovič Belosel'skij-Belozerskij, generale russo (n. 1867 - Tonbridge, † 1951)
- Sergej Semënovič Birjuzov, generale sovietico (Skopin, n. 1904 - Belgrado, † 1964)
- Sergej Semënovič Chabalov, generale russo (Novgorod, n. 1858 - Salonicco, † 1924)
- Sergej Fëdorovič Golicyn, generale russo (n. 1749 - Tarnopol, † 1810)
- Sergej Sergeevič Kamenev, generale sovietico (Kiev, n. 1881 - Mosca, † 1936)
- Sergej Nikiforovič Kruglov, generale e politico sovietico (Ust'e, n. 1907 - Pravdinskij, † 1977)
- Sergej Petrovič Kop'ev, generale russo (n. 1821 - San Pietroburgo, † 1893)
- Sergej Ignat'evič Rudenko, generale e politico sovietico (Korop, n. 1904 - Mosca, † 1990)
- Sergej Šojgu, generale e politico russo (Čadan, n. 1955)
- Sergej Leonidovič Sokolov, generale e politico sovietico (Eupatoria, n. 1911 - Mosca, † 2012)
- Sergej Grigor'evič Stroganov, generale russo (San Pietroburgo, n. 1794 - San Pietroburgo, † 1882)
- Sergej Pavlovič Sumarokov, generale russo (San Pietroburgo, n. 1793 - San Pietroburgo, † 1875)
- Sergej Surovikin, generale russo (Novosibirsk, n. 1966)
- Sergej Grigor'evič Volkonskij, generale e rivoluzionario russo (San Pietroburgo, n. 1788 - Voronki, † 1865)
- Sergej Matveevič Štemenko, generale sovietico (Urjupinsk, n. 1907 - Mosca, † 1976)

## Giavellottisti(1)
- Sergej Makarov, ex giavellottista russo (Podol'sk, n. 1973)

## Ginnasti(2)
- Sergej Char'kov, ex ginnasta sovietico (n. 1970)
- Sergej Diomidov, ginnasta uzbeko (Turtkul, n. 1943 - † 2024)

## Giocatori di calcio a 5(7)
- Sergej Abramov, giocatore di calcio a 5 russo (Polevskoj, n. 1990)
- Sergej Abramovič, giocatore di calcio a 5 russo (n. 1990)
- Sergej Ivanov, ex giocatore di calcio a 5 russo (Leningrado, n. 1978)
- Sergej Koščug, ex giocatore di calcio a 5 e ex calciatore russo (Chișinău, n. 1967)
- Sergej Lukonin, ex giocatore di calcio a 5 kazako (n. 1975)
- Sergej Sergeev, ex giocatore di calcio a 5 russo (Mosca, n. 1983)
- Sergej Vikulov, giocatore di calcio a 5 russo (Sverdlovsk, n. 1990)

## Giocatori di football americano(1)
- Sergej Kendus, giocatore di football americano kazako (Kazakistan, n. 1995)

## Giornalisti(5)
- Sergej Donatovič Dovlatov, giornalista e scrittore sovietico (Ufa, n. 1941 - New York, † 1990)
- Sergej Dubov, giornalista, editore e imprenditore russo (Mosca, n. 1943 - Mosca, † 1994)
- Sergej Leonov, giornalista russo
- Sergio Roic, giornalista, scrittore e politico svizzero (Sebenico, n. 1959)
- Sergej Taborickij, giornalista russo (San Pietroburgo, n. 1897 - Limburg an der Lahn, † 1980)

## Hockeisti su ghiaccio(18)
- Sergej Bautin, hockeista su ghiaccio russo (Rahačoŭ, n. 1967 - † 2022)
- Sergej Bobrovskij, hockeista su ghiaccio russo (Novokuzneck, n. 1988)
- Sergej Gončar, ex hockeista su ghiaccio russo (Čeljabinsk, n. 1974)
- Sergej Gusev, ex hockeista su ghiaccio russo (Nižnij Tagil, n. 1975)
- Sergej Kalinin, hockeista su ghiaccio russo (Omsk, n. 1991)
- Sergej Kapustin, hockeista su ghiaccio russo (Uchta, n. 1953 - † 1995)
- Sergej Krivokrasov, ex hockeista su ghiaccio russo (Angarsk, n. 1974)
- Sergej Makarov, ex hockeista su ghiaccio sovietico (Čeljabinsk, n. 1958)
- Sergej Mozjakin, hockeista su ghiaccio russo (n. 1981)
- Sergej Myl'nikov, hockeista su ghiaccio sovietico (Čeljabinsk, n. 1958 - Mosca, † 2017)
- Sergej Nemčinov, ex hockeista su ghiaccio russo (Mosca, n. 1964)
- Sergej Plotnikov, hockeista su ghiaccio russo (Komsomol'sk-na-Amure, n. 1990)
- Sergej Samsonov, ex hockeista su ghiaccio russo (Mosca, n. 1978)
- Sergej Svetlov, ex hockeista su ghiaccio russo (Penza, n. 1961)
- Sergej Vyšedkevič, ex hockeista su ghiaccio russo (Dedovsk, n. 1975)
- Sergej Zinov'ev, ex hockeista su ghiaccio russo (Prokop'evsk, n. 1980)
- Sergej Šepelev, ex hockeista su ghiaccio russo (Nižnij Tagil, n. 1955)
- Sergej Širokov, hockeista su ghiaccio russo (Mosca, n. 1986)

## Imprenditori(3)
- Sergej Polonskij, imprenditore russo (Leningrado, n. 1972)
- Sergej Pugačëv, imprenditore, banchiere e politico russo (Kostroma, n. 1963)
- Sergej Ščukin, imprenditore e collezionista d'arte russo (Mosca, n. 1854 - Parigi, † 1936)

## Impresari teatrali(1)
- Sergej Pavlovič Djagilev, impresario teatrale e direttore artistico russo (Selišči, n. 1872 - Lido di Venezia, † 1929)

## Ingegneri(4)
- Sergej Vladimirovič Il'jušin, ingegnere sovietico (Diljalevo, n. 1894 - Mosca, † 1977)
- Sergej Pavlovič Korolëv, ingegnere sovietico (Žytomyr, n. 1907 - Mosca, † 1966)
- Sergej Alekseevič Lebedev, ingegnere sovietico (Nižnij Novgorod, n. 1902 - Mosca, † 1974)
- Sergej Konstantinovič Tumanskij, ingegnere sovietico (Minsk, n. 1901 - Mosca, † 1973)

## Judoka(1)
- Sergej Novikov, judoka sovietico (Mosca, n. 1949 - † 2021)

## Linguisti(1)
- Sergej Karcevskij, linguista russo (Tobol'sk, n. 1884 - Ginevra, † 1955)

## Lottatori(6)
- Sergej Beloglazov, ex lottatore sovietico (Kaliningrad, n. 1956)
- Sergej Emelin, lottatore russo (Ruzaevka, n. 1995)
- Sergej Kornilaev, ex lottatore russo (n. 1955)
- Sergej Kozyrev, lottatore russo (n. 2002)
- Sergej Kutuzov, lottatore russo (n. 1999)
- Sergej Semënov, lottatore russo (Odincovo, n. 1995)

## Lunghisti(1)
- Sergej Laevskij, ex lunghista sovietico (n. 1959)

## Maratoneti(1)
- Sergej Popov, maratoneta sovietico (n. 1930 - San Pietroburgo, † 1995)

## Marciatori(4)
- Sergej Bakulin, marciatore russo (Insar, n. 1986)
- Sergej Kirdjapkin, marciatore russo (Insar, n. 1980)
- Sergej Morozov, marciatore russo (Saransk, n. 1988)
- Sergej Širobokov, marciatore russo (n. 1999)

## Martellisti(2)
- Sergej Litvinov, martellista russo (Tsukorova Balka, n. 1958 - Soči, † 2018)
- Sergej Litvinov, martellista bielorusso (Rostov sul Don, n. 1986)

## Matematici(4)
- Sergej Natanovič Bernštejn, matematico e statistico sovietico (Odessa, n. 1880 - Mosca, † 1968)
- Sergej Michajlovič Nikol'skij, matematico sovietico (Talica, n. 1905 - Mosca, † 2012)
- Sergej Petrovič Novikov, matematico sovietico (Gorkij, n. 1938 - † 2024)
- Sergej L'vovič Sobolev, matematico sovietico (San Pietroburgo, n. 1908 - Mosca, † 1989)

## Medici(2)
- Sergej Petrovič Botkin, medico russo (Mosca, n. 1832 - Mentone, † 1889)
- Sergej Brjuchonenko, medico, scienziato e inventore sovietico (Mičurinsk, n. 1890 - Mosca, † 1960)

## Microbiologi(1)
- Sergej Vinogradskij, microbiologo e ecologo russo (Kiev, n. 1856 - Brie-Comte-Robert, † 1953)

## Militari(7)
- Sergej Sergeevič Golicyn, ufficiale russo (n. 1783 - San Pietroburgo, † 1833)
- Sergej Aleksandrovič Goleniščev-Kutuzov, ufficiale russo (San Pietroburgo, n. 1885 - Houston, † 1950)
- Sergej Mašera, ufficiale jugoslavo (Gorizia, n. 1912 - Bocche di Cattaro, † 1941)
- Sergej Ivanovič Mosin, militare russo (Voronež, n. 1849 - Tula, † 1902)
- Sergej Anatol'evič Preminin, militare e marinaio sovietico (Skornjakovo, n. 1965 - K-219, † 1986)
- Sergej L'vovič Puškin, ufficiale russo (San Pietroburgo, n. 1770 - Mosca, † 1848)
- Sergej Petrovič Trubeckoj, militare russo (Nižnij Novgorod, n. 1790 - Mosca, † 1860)

## Multiplisti(1)
- Sergej Želanov, ex multiplista sovietico (Aleksin, n. 1957)

## Neurologi(1)
- Sergej Sergeevič Korsakov, neurologo e psichiatra russo (Gus'-Chrustal'nyj, n. 1854 - Mosca, † 1900)

## Nobili(7)
- Sergej Vasil'evič Gagarin, nobile e politico russo (n. 1713 - Mosca, † 1782)
- Sergej Ivanovič Gagarin, nobile, politico e diplomatico russo (Mosca, n. 1777 - Mosca, † 1862)
- Sergej Aleksandrovič Menšikov, nobile e ufficiale russo (n. 1746 - Mosca, † 1815)
- Sergej Aleksandrovič Romanov, nobile russo (San Pietroburgo, n. 1857 - Mosca, † 1905)
- Sergej Michajlovič Romanov, nobile russo (Borjomi, n. 1869 - Alapaevsk, † 1918)
- Sergej Grigor'evič Stroganov, nobile e ufficiale russo (Mosca, n. 1707 - † 1756)
- Sergej Illarionovič Vasil'čikov, nobile e ufficiale russo (Kiev, n. 1849 - Versailles, † 1926)

## Nuotatori(5)
- Sergej Bol'šakov, nuotatore russo (Iževsk, n. 1988)
- Sergej Fesikov, ex nuotatore russo (Leningrado, n. 1989)
- Sergej Kopljakov, ex nuotatore sovietico (Orša, n. 1959)
- Sergej Rusin, ex nuotatore sovietico (n. 1959)
- Sergej Zabolotnov, ex nuotatore sovietico (Tashkent, n. 1963)

## Ornitologi(1)
- Sergej Buturlin, ornitologo russo (Montreux, n. 1872 - Mosca, † 1938)

## Ostacolisti(1)
- Sergej Šubenkov, ostacolista russo (Barnaul, n. 1990)

## Pallamanisti(1)
- Sergej Gorbok, ex pallamanista e allenatore di pallamano russo (Minsk, n. 1982)

## Pallanuotisti(6)
- Sergej Garbuzov, ex pallanuotista russo (Mosca, n. 1974)
- Sergej Gubarev, pallanuotista kazako (Frunze, n. 1978)
- Sergej Kotenko, ex pallanuotista sovietico (Alma-Ata, n. 1956)
- Sergej Lisunov, pallanuotista russo (Volgograd, n. 1986)
- Sergej Markoč, ex pallanuotista sovietico (Chișinău, n. 1963)
- Sergej Naumov, ex pallanuotista sovietico (Mosca, n. 1962)

## Pallavolisti(7)
- Sergej Bagrej, pallavolista russo (Belgorod, n. 1987)
- Sergej Baranov, pallavolista russo (Gorlovka, n. 1981)
- Sergej Grankin, pallavolista russo (Kislovodsk, n. 1985)
- Sergej Makarov, pallavolista russo (Mosca, n. 1980)
- Sergej Nefëdov, pallavolista sovietico (Mosca, n. 1926 - Mosca, † 2014)
- Sergej Savin, pallavolista russo (Oral, n. 1988)
- Sergej Tetjuchin, ex pallavolista russo (Belgorod, n. 1975)

## Pattinatori(1)
- Sergej Dudakov, ex pattinatore e allenatore di pattinaggio russo (Mosca, n. 1970)

## Pattinatori artistici su ghiaccio(5)
- Sergej Grin'kov, pattinatore artistico su ghiaccio sovietico (Mosca, n. 1967 - Lake Placid, † 1995)
- Sergej Volkov, pattinatore artistico su ghiaccio sovietico (Mosca, n. 1949 - Charkiv, † 1990)
- Sergej Voronov, ex pattinatore artistico su ghiaccio russo (Mosca, n. 1987)
- Sergej Četveruchin, ex pattinatore artistico su ghiaccio sovietico (Mosca, n. 1946)
- Sergej Šachraj, ex pattinatore artistico su ghiaccio sovietico (n. 1958)

## Pattinatori di velocità su ghiaccio(4)
- Sergej Chlebnikov, pattinatore di velocità su ghiaccio sovietico (Sortavala, n. 1955 - Mosca, † 1999)
- Sergej Fokičev, ex pattinatore di velocità su ghiaccio sovietico (Čerepovec, n. 1963)
- Sergej Klevčenja, ex pattinatore di velocità su ghiaccio russo (Barnaul, n. 1971)
- Sergej Trofimov, pattinatore di velocità su ghiaccio russo (Nižnij Novgorod, n. 1995)

## Pedagogisti(1)
- Sergej Hessen, pedagogista russo (Syktyvkar, n. 1887 - Łódź, † 1950)

## Pentatleti(1)
- Sergej Karjakin, pentatleta russo (Samara, n. 1988)

## Pesisti(1)
- Sergej Smirnov, pesista russo (Leningrado, n. 1960 - Sausalito, † 2006)

## Piloti automobilistici(2)
- Sergej Afanas'ev, pilota automobilistico russo (Mosca, n. 1988)
- Sergej Sirotkin, pilota automobilistico russo (Mosca, n. 1995)

## Pistard(2)
- Sergej Kopylov, ex pistard russo (Tula, n. 1960)
- Sergej Rostovcev, pistard e ciclista su strada russo (Tula, n. 1997)

## Pittori(6)
- Sergej Bondarev, pittore, grafico e scultore russo (Sverdlovsk, n. 1980)
- Sergej Vasil'evič Gerasimov, pittore russo (Mičurinsk, n. 1885 - Mosca, † 1964)
- Sergej Vasil'evič Ivanov, pittore russo (Ruza, n. 1864 - Mosca, † 1910)
- Sergej Vasilievič Maljutin, pittore, grafico e architetto russo (Mosca, n. 1859 - Mosca, † 1937)
- Sergej Ivanovič Osipov, pittore russo (Stepankova, n. 1915 - Leningrado, † 1985)
- Sergej Sergeevič Solomko, pittore, illustratore e disegnatore russo (San Pietroburgo, n. 1867 - Sainte-Geneviève-des-Bois, † 1928)

## Poeti(3)
- Sergej Mitrofanovič Gorodeckij, poeta russo (San Pietroburgo, n. 1884 - † 1967)
- Sergej Klyčkov, poeta, romanziere e traduttore russo (Tver', n. 1889 - Mosca, † 1937)
- Sergej Georgievič Stratanovskij, poeta russo (Leningrado, n. 1944)

## Politici(21)
- Sergej Aksënov, politico russo (Bălți, n. 1972)
- Sergej Baburin, politico e giurista russo (Semipalatinsk, n. 1959)
- Sergej Alekseevič Dolgorukov, politico e diplomatico russo (n. 1809 - San Pietroburgo, † 1891)
- Sergei Furgal, politico russo (Poyarkovo, n. 1970)
- Sergej Sergeevič Gagarin, politico, impresario teatrale e principe russo (San Pietroburgo, n. 1795 - Stoccarda, † 1852)
- Sergej Borisovič Ivanov, politico e generale russo (Leningrado, n. 1953)
- Sergej Vladilenovič Kirienko, politico russo (Sukhumi, n. 1962)
- Sergej Kraigher, politico jugoslavo (Postumia, n. 1914 - Lubiana, † 2001)
- Sergej Michajlovič Kravčinskij, politico russo (Novyj Starobud, n. 1851 - Londra, † 1895)
- Sergej Nikolaevič Lebedev, politico russo (Jizzax, n. 1948)
- Sergej Grigor'evič Lomonosov, politico e diplomatico russo (n. 1799 - San Donato in Collina, † 1857)
- Sergej Petrovič Mel'gunov, politico, storico e pubblicista russo (Mosca, n. 1879 - Parigi, † 1956)
- Sergej Naryškin, politico russo (Leningrado, n. 1954)
- Sergej Semënovič Sobjanin, politico russo (Njaksimvol, n. 1958)
- Sergej Stanišev, politico bulgaro (Cherson, n. 1966)
- Sergej Vadimovič Stepašin, politico russo (Lüshunkou, n. 1952)
- Sergej Tereščenko, politico kazako (n. 1951 - † 2023)
- Sergej Bagapš, politico abcaso (Sukhumi, n. 1949 - Mosca, † 2011)
- Sergej Semënovič Uvarov, politico e mineralogista russo (Mosca, n. 1786 - Mosca, † 1855)
- Sergej Jul'evič Vitte, politico russo (Tbilisi, n. 1849 - Pietrogrado, † 1915)
- Sergej Mironov, politico russo (Leningrado, n. 1953)

## Politologi(2)
- Sergej Karaganov, politologo russo (Mosca, n. 1952)
- Sergej Markov, politologo e politico russo (Dubna, n. 1958)

## Poliziotti(1)
- Sergej Vasil'evič Zubatov, poliziotto russo (Mosca, n. 1864 - Mosca, † 1917)

## Predicatori(1)
- Vissarion, predicatore russo (Krasnodar, n. 1961)

## Pugili(5)
- Sergej Kazakov, pugile russo (Dimitrovgrad, n. 1976)
- Sergej Kovalëv, pugile russo (Kopejsk, n. 1983)
- Sergej Sivko, pugile sovietico (Tula, n. 1940 - Mosca, † 1966)
- Sergej Vodop'janov, pugile russo (Taldıqorğan, n. 1987)
- Sergej Ščerbakov, pugile sovietico (Mosca, n. 1918 - Mosca, † 1994)

## Registi(20)
- Sergej Petrovič Alekseev, regista sovietico (n. 1896 - Mosca, † 1969)
- Sergej Bobrov, regista russo (Perm', n. 1967)
- Sergej Vladimirovič Bodrov, regista, sceneggiatore e produttore cinematografico russo (Chabarovsk, n. 1948)
- Sergej Fëdorovič Bondarčuk, regista, sceneggiatore e attore sovietico (Bilozerka, n. 1920 - Mosca, † 1994)
- Sergej Michajlovič Ėjzenštejn, regista, sceneggiatore e montatore sovietico (Riga, n. 1898 - Mosca, † 1948)
- Sergej Vasil'evič Gippius, regista sovietico (Perm', n. 1924 - Vladivostok, † 1981)
- Sergej Iosifovič Jutkevič, regista e sceneggiatore sovietico (San Pietroburgo, n. 1904 - Mosca, † 1985)
- Sergej Nikolaevič Kolosov, regista sovietico (Mosca, n. 1921 - Mosca, † 2012)
- Sergej Loban, regista russo (Mosca, n. 1972)
- Sergej Mikaėljan, regista sovietico (Mosca, n. 1923 - San Pietroburgo, † 2016)
- Sergej Ovčarov, regista sovietico (Rostov sul Don, n. 1955)
- Sergej Iosifovič Paradžanov, regista armeno (Tbilisi, n. 1924 - Erevan, † 1990)
- Sergej Sel'janov, regista sovietico (Olonec, n. 1955)
- Sergej Il'ič Sidelёv, regista cinematografico sovietico (Mosca, n. 1906 - † 1962)
- Sergej Snežkin, regista russo (Leningrado, n. 1954)
- Sergej Aleksandrovič Solov'ëv, regista e sceneggiatore russo (Kem', n. 1944 - Mosca, † 2021)
- Sergej Ivanovič Splošnov, regista cinematografico sovietico (Mosca, n. 1907 - Minsk, † 1979)
- Sergej Sergeevič Tarasov, regista russo (Novosibirsk, n. 1933)
- Sergej Ursuljak, regista russo (Petropavlovsk-Kamčatskij, n. 1958)
- Sergej Dmitrievič Vasil'ev, regista e sceneggiatore sovietico (Mosca, n. 1900 - † 1959)

## Religiosi(1)
- Sergej Trufanov, religioso russo (Mariinskaja, n. 1880 - † 1952)

## Rivoluzionari(5)
- Sergej Nikolaevič Bobochov, rivoluzionario russo (Saratov, n. 1858 - Ust'-Kara, † 1889)
- Sergej Mironovič Kirov, rivoluzionario, politico e funzionario sovietico (Uržum, n. 1886 - Leningrado, † 1934)
- Sergej Filippovič Kovalik, rivoluzionario russo (Čerikovsk, n. 1846 - Minsk, † 1926)
- Sergej Ivanovič Murav'ëv-Apostol, rivoluzionario russo (San Pietroburgo, n. 1795 - San Pietroburgo, † 1826)
- Sergej Gennadievič Nečaev, rivoluzionario russo (Ivanovo, n. 1847 - San Pietroburgo, † 1882)

## Rugbisti a 15(1)
- Sergej Sergeev, ex rugbista a 15 russo (Mosca, n. 1966)

## Scacchisti(11)
- Sergej Belavenec, scacchista sovietico (Smolensk, n. 1910 - Staraja Russa, † 1942)
- Sergej Viktorovič Dolmatov, scacchista russo (Kiselëvsk, n. 1959)
- Sergej Nikolaevič Frejman, scacchista russo (Vladivostok, n. 1882 - Tashkent, † 1946)
- Sergej Kaminer, scacchista e compositore di scacchi sovietico (Romanov-Borisoglebsk, n. 1906 - Mosca, † 1938)
- Sergej Karjakin, scacchista ucraino (Sinferopoli, n. 1990)
- Sergej Rublëvskij, scacchista russo (Kurgan, n. 1974)
- Sergej Smagin, scacchista russo (Noril'sk, n. 1958)
- Sergej Nikolaevič Tivjakov, scacchista olandese (Krasnodar, n. 1973)
- Sergej Urusov, scacchista russo (Mosca, n. 1827 - † 1897)
- Sergej Volkov, scacchista russo (Saransk, n. 1974)
- Sergej Jur'evič Šipov, scacchista russo (Murom, n. 1966)

## Scenografi(1)
- Sergej Jur'evič Sudejkin, scenografo e pittore russo (Smolensk, n. 1882 - Nyack, † 1946)

## Schermidori(13)
- Sergej Bida, schermidore russo (Mosca, n. 1993)
- Sergej Chodos, schermidore russo (Ust'-Kamenogorsk, n. 1986)
- Sergej Isakov, schermidore sovietico (Almaty, n. 1952 - † 2002)
- Sergej Korjaškin, ex schermidore sovietico (n. 1960)
- Sergej Kosenko, ex schermidore sovietico (Kiev, n. 1956)
- Sergej Kostarev, ex schermidore sovietico (n. 1966)
- Sergej Kočetkov, schermidore russo (Mosca, n. 1973)
- Sergej Mindirgasov, ex schermidore sovietico (Luhans'k, n. 1959)
- Sergej Paramonov, ex schermidore sovietico (Beloreck, n. 1945)
- Sergej Prichod'ko, ex schermidore sovietico (Babrujsk, n. 1947)
- Sergej Šarikov, schermidore russo (Mosca, n. 1974 - Tarusskij rajon, † 2015)
- Sergej Tichonov, schermidore russo (n. 1982)
- Sergej Vaht, schermidore estone (n. 1979)

## Sciatori alpini(1)
- Sergej Majtakov, sciatore alpino russo (Novosibirsk, n. 1990)

## Sciatori freestyle(2)
- Sergej Ridzik, sciatore freestyle russo (Mončegorsk, n. 1992)
- Sergej Ščuplecov, sciatore freestyle russo (Chusovoy, n. 1970 - La Clusaz, † 1995)

## Scienziati(1)
- Sergej Podolinskij, scienziato ucraino (n. 1850 - † 1891)

## Scrittori(5)
- Sergej Timofeevič Aksakov, scrittore russo (Ufa, n. 1791 - Mosca, † 1859)
- Sergej Ivanovič Gusev-Orenburgskij, scrittore russo (Orenburg, n. 1867 - New York, † 1963)
- Sergej Luk'janenko, scrittore russo (Karatau, n. 1968)
- Sergej Vladimirovič Michalkov, scrittore, poeta e librettista sovietico (Mosca, n. 1913 - Mosca, † 2009)
- Sergej Aleksandrovič Nilus, scrittore russo (Mosca, n. 1862 - Krutets, † 1929)

## Scultori(1)
- Sergej Dmitrievič Merkurov, scultore russo (Gyumri, n. 1881 - Mosca, † 1952)

## Skeletonisti(1)
- Sergej Čudinov, skeletonista e ex slittinista russo (Čusovoj, n. 1983)

## Slittinisti(1)
- Sergej Danilin, slittinista russo (Mosca, n. 1960 - † 2021)

## Sollevatori(5)
- Sergej Eliseev, sollevatore russo (Sinferopoli, n. 1875 - Tomsk, † 1937)
- Sergej Filimonov, ex sollevatore russo (Uštobe, n. 1975)
- Sergej Kopytov, ex sollevatore sovietico (Kókshetaý, n. 1965)
- Sergej Lopatin, sollevatore sovietico (Saratov, n. 1939 - Mosca, † 2004)
- Sergej Syrcov, ex sollevatore sovietico (Namangan, n. 1966)

## Speedcuber(1)
- Sergej Rjabko, speedcuber russo (Mosca, n. 1995)

## Storici(3)
- Sergej Nikitin, storico e urbanista russo (Mosca, n. 1979)
- Sergej Fëdorovič Platonov, storico russo (Černigov, n. 1860 - Samara, † 1933)
- Sergej Michajlovič Solov'ëv, storico russo (Mosca, n. 1820 - Mosca, † 1879)

## Tennisti(1)
- Sergej Lichačëv, tennista sovietico (Baku, n. 1940 - Mosca, † 2016)

## Tenori(1)
- Sergej Larin, tenore russo (Daugavpils, n. 1956 - Bratislava, † 2008)

## Tiratori a segno(3)
- Sergej Alifirenko, tiratore a segno russo (Kirovakan, n. 1959)
- Sergej Beljaev, tiratore a segno kazako (Tashkent, n. 1960 - Almaty, † 2020)
- Sergej Kamenskij, tiratore a segno russo (Bijsk, n. 1987)

## Trombettisti(1)
- Sergej Nakarjakov, trombettista russo (Gor'kij, n. 1977)

## Tuffatori(1)
- Sergej Nazin, tuffatore russo (Buzuluk, n. 1987)

## Velocisti(2)
- Sergej Lovačëv, ex velocista sovietico (n. 1959)
- Sergej Petuchov, velocista russo (n. 1983)

## Violinisti(4)
- Sergej Khachatryan, violinista armeno (Erevan, n. 1985)
- Sergej Aleksandrovič Krylov, violinista russo (Mosca, n. 1970)
- Sergej Rjabcev, violinista russo (Gor'kij, n. 1958)
- Sergej Stadler, violinista, docente e direttore d'orchestra russo (Leningrado, n. 1962)

## Senza attività specificata(4)
- Sergej Vladimirovič Obrazcov, burattinaio russo (Mosca, n. 1901 - Mosca, † 1992)
- Sergej Pyž'janov, ex tiratore a segno russo (Kem', n. 1960)
- Sergej Skripal', ex agente segreto sovietico (Kiev, n. 1951)
- Sergej Poljakov, ex tiratore a segno russo (Vinnycja, n. 1968)